# Fernando Sánchez Campos
Fernando Felipe Sánchez Campos (San José, 13 de enero de 1974) es el Rector Magnífico de la Universidad Católica de Costa Rica (UCAT). 

## Biografía
Nació en San José, el 13 de enero de 1974. Junto con su esposa, María del Milagro Linares Martín, son padres de dos hijos: Fernando Felipe y María Pía.  
En el área académica se ha desempeñado como rector, profesor, tutor, investigador, conferencista y consultor, en varias universidades en Costa Rica (Universidad de Costa Rica e INCAE Business School) y en el extranjero (Universidad de Oxford, Universidad de Salamanca y Universidad Católica de Valencia); y, además, ha laborado como consultor en el Instituto Interamericano de Derechos Humanos (IIDH), específicamente en el Centro de Asesoría y Promoción Electoral (CAPEL).  Actualmente se desempeña como Rector Magnífico de la Universidad Católica de Costa Rica (UCAT), universidad oficial de la Conferencia Episcopal de este país.
Además, ha servido como Presidente de la Red de Universidades Católicas de América Central (RUCAC); Vicepresidente de la Federación Internacional de Universidades Católicas (FIUC); Primer Vicepresidente de la Organización de Universidades Católicas de América Latina y el Caribe (ODUCAL), Subregión México, Centroamérica y el Caribe; y Vicepresidente de la Unidad de Rectores de las Universidades Privadas de Costa Rica (UNIRE).
Sánchez cuenta con un Doctorado en Ciencias Políticas de la Universidad de Oxford (Reino Unido), una Maestría en Administración de Empresas del INCAE Business School (Costa Rica), y con un Bachillerato en Ciencias Políticas de la Universidad de Costa Rica. Es autor de varios libros, y de diversos capítulos en libros y artículos de corte académico. Igualmente es articulista frecuente en distintos diarios de circulación nacional en Costa Rica. Ha recibido varios premios, distinciones y condecoraciones (en Costa Rica e internacionalmente), y domina tres idiomas (español, inglés e italiano).

## Carrera política
Sánchez ha ejercido en la esfera pública como diplomático, representando a la República de Costa Rica como embajador ante la Santa Sede, ante la Soberana Orden de Malta, y como representante Permanente ante la Organización de las Naciones Unidas para la Alimentación, el Fondo Internacional para el Desarrollo Agrícola y el Programa Mundial de Alimentos. Además, fue elegido como diputado a la Asamblea Legislativa de Costa Rica por elección popular; donde presidió varias comisiones, entre ellas, la Comisión Permanente de Asuntos Sociales y la Comisión Permanente Especial de Relaciones Internacionales y Comercio Exterior.
Durante el periodo 2006-2010 Sánchez ocupó una cural en la Asamblea Legislativa de Costa Rica, en representación del Partido Liberación Nacional. El 24 de agosto de 2010 Sánchez fue nombrado embajador de Costa Rica ante la Santa Sede y la Organización para la Agricultura y la Alimentación (FAO).

## Libros
Sánchez Campos es autor de numerosas libros y publicaciones. Entre otras publicaciones a su haber se pueden citar:
- Fratelli tutti y la mejor política: los políticos responden (Costa Rica: UCAT Editorial, 2021) (Editor junto a José Antonio Rosas Amor y Alexis Rodríguez Vargas).
- Laudato si´, el cuidado de la casa común: una conversión necesaria a la ecología humana (España: BAC, 2018) (Editor junto al Padre Federico Lombardi).
- Entre dos Papas: historias de una familia en el Vaticano (Costa Rica: E-Digital ED, 2015).
- Nace un hijo espiritual: nuestra historia con el Padre Pío de Pietrelcina (I edición en español, Costa Rica: Editorial Guayacán, 2010; II edición en español, Costa Rica: EDITORAMA, 2012).
- Partidos políticos, elecciones y lealtades partidarias en Costa Rica: erosión y cambio (España: Ediciones Universidad de Salamanca, 2007).
- Fortalecimiento de los partidos políticos en América Latina: institucionalización, democratización y transparencia. (Costa Rica: Serie Cuadernos de CAPEL, No.50, IIDH, 2006) (Editor junto a José Thompson).
- Política y poder: reflexiones desde mi ventana (Costa Rica: Editorial LAM, 2005).
- Con Colburn, Forrest D., Individuos versus instituciones en las democracias centroamericanas (Costa Rica: EDUCA, 2001).
- Con Colburn, Forrest D., Empresarios centroamericanos y apertura económica (Costa Rica: EDUCA, 2000).
- Con Colburn, Forrest D., Las democracias centroamericanas y sus habilidades para emprender reformas (Costa Rica: INCAE, 1999).

## Artículos Académicos
Sánchez Campos es autor de diversos artículos académicos, entre los cuales están:
- “Reflexiones sobre sabias reflexiones: a la búsqueda de una diplomacia que sea esperanza para todos”. Carità Politica, N. 2 (diciembre 2013), p. 16.
- “The Catholic Church and Latin America: Role and Challenges”. Carità Política, N. 2 (December 2012), pp. 19-20.
- “Explaining Costa Rica’s Democratic Stability: The Political Legacy of the 1948 Civil War”. Bicentenario. Revista de Historia de Chile y América (en prensa).
- “La creación del Instituto de Formación y Estudios en Democracia y la importancia de la capacitación política”. Revista de Derecho Electoral, Número 3 (Primer Semestre 2007), pp. 23-33.
- “Cambio en la dinámica electoral en Costa Rica: un caso de desalineamiento”. América Latina Hoy 35 (diciembre 2003), pp. 115-146.
- “Democracia en América Latina: el peligro de la impaciencia”. Revista INCAE XIII (1) (2003), pp. 56-58.
- “Desalineamiento electoral en Costa Rica”. Revista de Ciencias Sociales, Universidad de Costa Rica 38 (2002), pp. 29-56.
- “Cambios políticos en Centroamérica: El desalineamiento electoral en Costa Rica”. Bicentenario. Revista de Historia de Chile y América 1(2) (2002), pp. 117-146.
- “Sistema electoral y partidos políticos: incentivos hacia el bipartidismo en Costa Rica”. Anuario de Estudios Centroamericanos 27(1) (2001), pp. 133-168.
- Con Colburn, Forrest D., “Surviving the Competition in Central America”. Economic Reform Today 1 (2000), pp. 40-45.
- Con Chinchilla, Fernando, “Transición hacia la democracia en República Dominicana: las elecciones de 1996”. Reflexiones 49 (agosto 1996), pp. 27-38.

| Precedido por: María de los Ángeles Víquez Sáenz 2002-2006 | Diputado de la Asamblea Legislativa de Costa Rica (4.º puesto por Heredia) 2006-2010 | Sucedido por: Yolanda Acuña Castro 2010-2014 |